# فای مولتون
فای مولتون (انگلیسی: Fay Moulton; ۷ آوریل ۱۸۷۶ – ۱۹ فوریهٔ ۱۹۴۵) وکیل، و ورزشکار دو و میدانی اهل ایالات متحده آمریکا بود.